# 김세희 (1991년)
김세희(1991년 1월 20일 ~ )는 대한민국의 기자이다.

## 경력
- 2014년 ~ 2016년 : 2018평창동계올림픽조직위원회
- 2017년 ~ 2019년 : MBC경남 아나운서
- 2019년 ~ 2020년 : KBS포항방송국 아나운서
- 2020년 ~ 2022년 : CJB청주방송 아나운서
- 2022년 ~ : 현) CJB청주방송 기자

## 진행 프로그램
- CJB 뉴스 (1730)
- CJB 8 뉴스
- 김세희의 세이세이세이